# Unbibium
Unbibium is de tijdelijke naam voor het in 2008 beweerdelijk ontdekte chemische element met het tijdelijke symbool Ubb, en atoomnummer 122.
Op 24 april 2008 claimde een groep geleid door Amnon Marinov van de Hebreeuwse Universiteit van Jeruzalem dat ze unbibium had aangetroffen in natuurlijk voorkomende afzettingen van thorium, in hoeveelheden tussen 10−11 en 10−12 relatief aan thorium.
De gebruikte meetmethoden en gedane aannamen werden sterk gekritiseerd door andere onderzoekers. Eerdere metingen van de groep, waarbij ongebruikelijke isotopen van thorium zouden zijn gevonden, konden niet worden gereproduceerd met methoden die in principe vele malen gevoeliger zouden moeten zijn.